# João Maria de Santiago Prezado
João Maria de Santiago Prezado (Figueira da Foz, 1883 — 1971) foi um escritor e político português.
Foi Governador Civil do Distrito do Funchal.
João Maria de Santiago Prezado (1883-1971), diplomata, político e escritor, natural da Figueira da Foz; Terceiro Secretário da Legação de Portugal em Madrid em 26 de Maio de 1911; Governador Civil do Distrito do Funchal em 29 de Fevereiro de 1912 (o 2º Governador na Primeira República), Segundo Secretário da Legação de Portugal em Madrid em 28 de Dezembro do mesmo ano de 1912; Ministro plenipotenciário e Chefe da 1ª Repartição dos Negócios Políticos e Diplomáticos em 5 de Agosto de 1925 (vide Anuário Diplomático Consular Português, 1939 a 1944). Posteriormente participou activamente na luta contra a Ditadura e integrou a Frente Popular, a aliança anti-clerical e anti-fascista; e o Movimento de Unidade Democrática; apoiou as candidaturas de Norton de Matos e de Quintão Meireles à Presidência da República e foi um dos subscritores do Programa para a Democratização da República, em 1961.